# エドモン・タプソバ
エドモン・フェイサル・タプソバ（Edmond Fayçal Tapsoba , 1999年2月2日 - ）は、ブルキナファソ・カディオゴ県ワガドゥグー出身のプロサッカー選手。ドイツ・ブンデスリーガ・バイエル・レバークーゼン所属。ブルキナファソ代表。ポジションはDF。

## 来歴

### クラブ
2014年に地元ブルキナファソのクラブでデビューし、2017年にレイションイスSCと契約。翌2018年にヴィトーリアSCに移籍し、2018-19シーズン途中にトップチームに昇格。レギュラーに定着した。
2020年1月31日、バイエル・レバークーゼンと2025年までの契約を締結したことが発表された。

### 代表
2016年にブルキナファソ代表に初招集され、以降代表に定着している。

## タイトル
バイエル・レバークーゼン
- ブンデスリーガ: 2023-24